# Hieritis macrocera
Hieritis macrocera is een keversoort uit de familie bladsprietkevers (Scarabaeidae). De wetenschappelijke naam van de soort is voor het eerst geldig gepubliceerd in 1855 door Burmeister.